# Бруслина європейська
Брусли́на європе́йська (Euonymus europaeus L.) — отруйна багаторічна рослина родини бруслинових, типовий представник угруповань, притаманних широколистяним лісам. Деревинна, технічна, лікарська, лісомеліоративна та декоративна культура.

## Опис

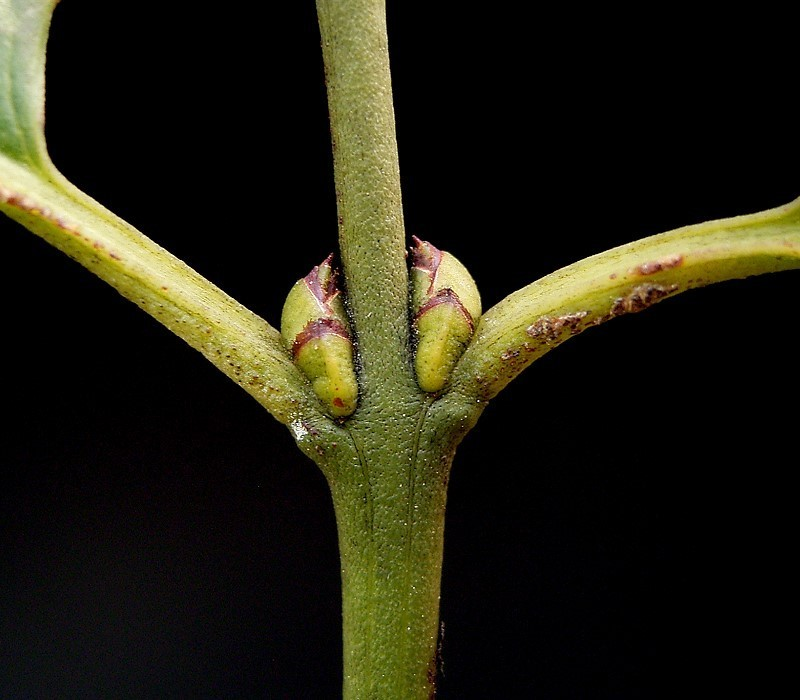
Бруньки

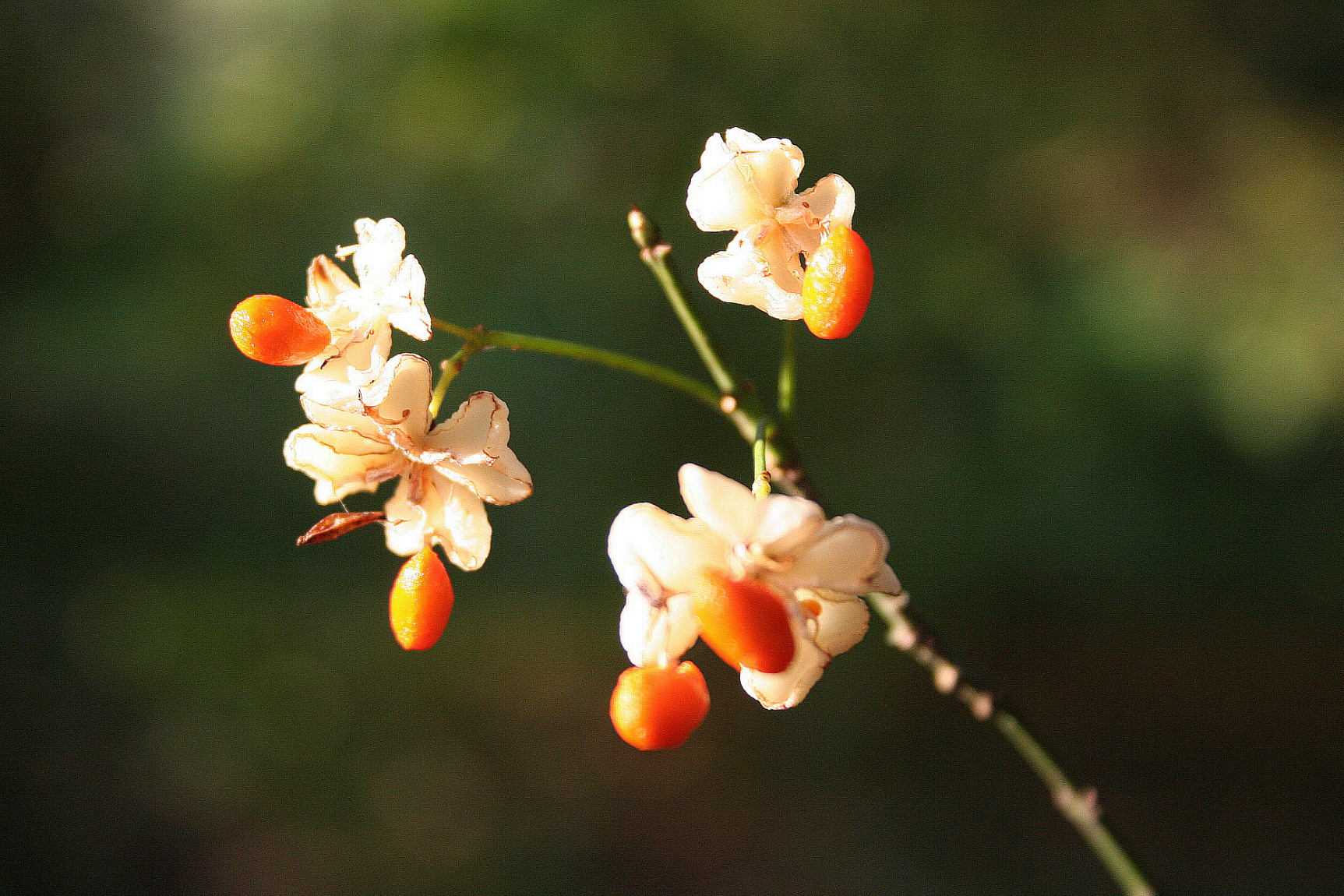
Плоди білої форми (Euonymus europaeus f. albus)

Бруслина європейська належить до листопадних видів. Зазвичай вона являє собою кущ заввишки 1,5-2 м, рідше — невеличке дерево заввишки 5-10 м зі стовбуром завширшки до 20 см. Стовбур і старі гілки сірувато-бурі, майже чорні, помережані корковими наростами, молоді гілки зелені, в перерізі круглі або невиразно чотиригранні. Деревина нещільна, жовта, на відкритому повітрі біліє, свіжа має неприємний запах. Бруньки дрібні, яйцеподібно-конічні. Листки супротивні, черешкові, формою від видовжено еліптичних до оберненояйцеподібних, біля основи клиноподібно звужені, по краю пильчасті, біля верхівки заокруглені, але не тупі, а загострені. Листкові черешки жолобчасті, завдовжки 2-15 мм, листкові пластинки 3-11,5 см завдовжки та 1-6,5 см завширшки. На дотик листки злегка шкірясті, їх колір насичено-зелений, верхній бік голий, жилки на нижньому боці короткоопушені. Восени листя набуває жовто-зеленого, малинового або винного кольорів.
Суцвіття — розлогий зонтик, що складається з 2-9 квіток. В суцвітті середня квітка завжди недорозвинена. Квітконіжки завдовжки 2-3,5 см, біля основи квіток помітні дрібні лускоподібні приквітки, які часто зберігаються і під час достигання плодів. Квітки двостатеві, актиноморфні, чотиричленні, зеленкуваті або жовтуваті, загалом непоказні, завширшки 10-12 мм. Чашолистки широкояйцеподібні, тупі, вдвічі коротші за пелюстки. Пелюсток 4, вони довгасті, тупі, із загнутим війчастим краєм. Тичинок 4, вони завдовжки 1,5-2 мм, розташовані між пелюстками і спрямовані вгору. Пиляки жовтуваті. Маточка 1, зелена; зав'язь гола, тупоконічна; стовпчик циліндричний, коротший за тичинки; приймочка чотирилопатева, тупа.
Плід — поникла, чотиригнізда, розкривна коробочка завдовжки 0,7-1,3 см, завширшки 1,5 см. Її поверхня гола і гладка, кінець вдавлений, а лопаті кілюваті. На початку дозрівання коробочка зелена, у повній стиглості рожево-малинова (в Euonymus europaeus f. albus — біла), поступово темнішає до червоно-коричневої. Вага 100 плодів дорівнює в середньому 50 г. Кожне гніздо плода містить по одній насінині завдовжки 0,5-1 см. Сама насінина біла, але зверху вона вкрита помаранчевим принасінником. При розкритті коробочки насінини частково виступають над її поверхнею або навіть повисають на тоненьких ніжках.
Число хромосом 2n = 64.

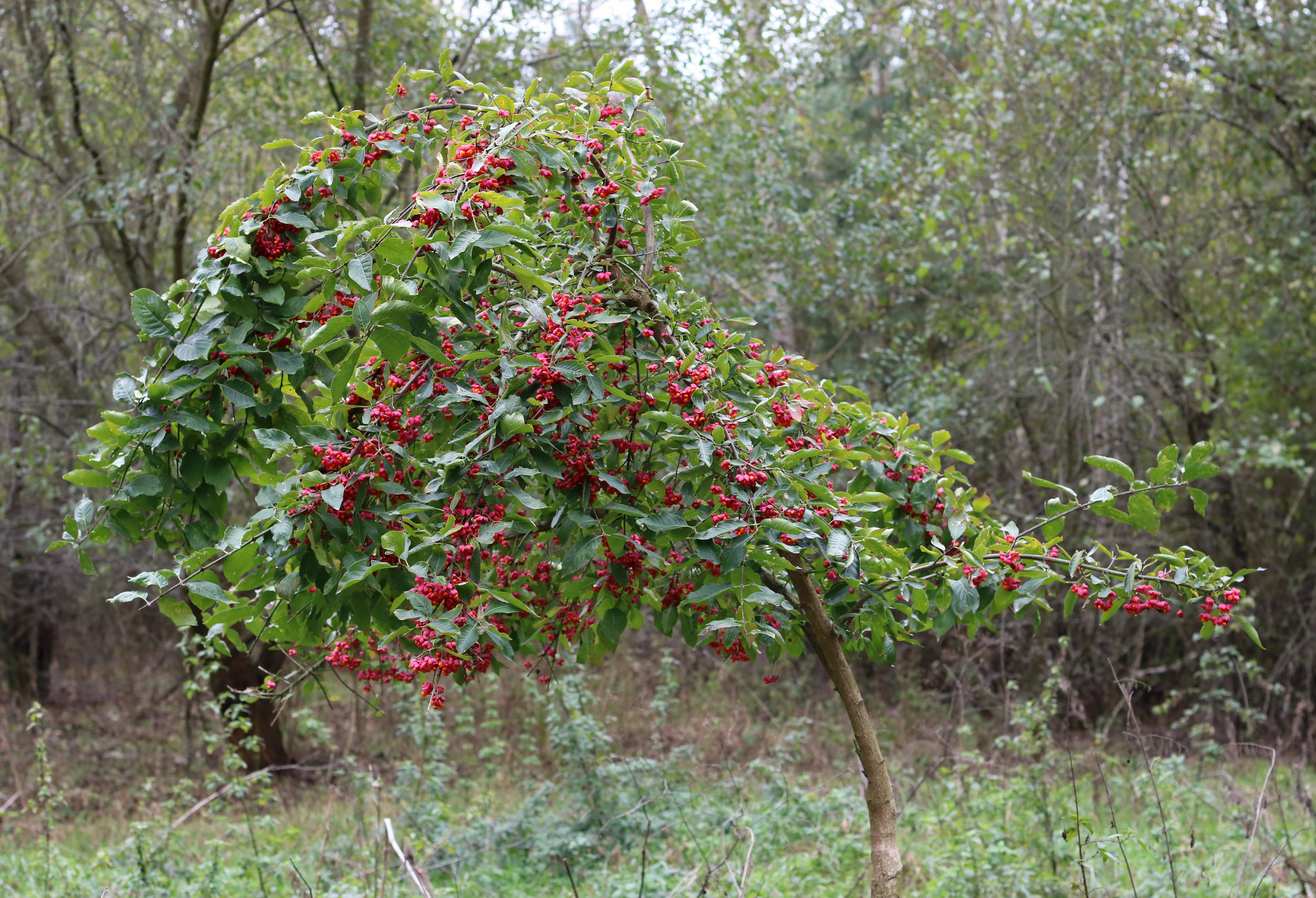
Рослина восени з листям і стиглими плодами
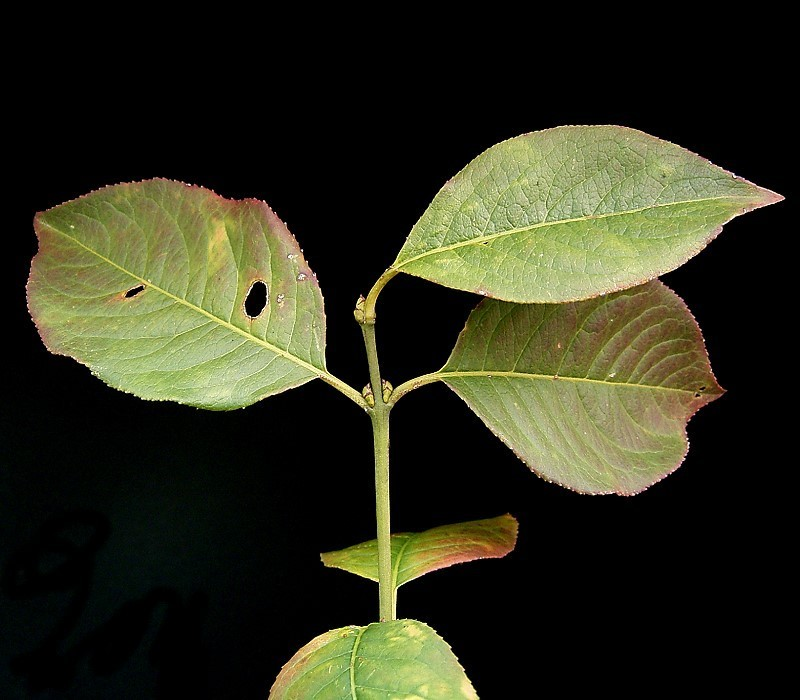
Листя
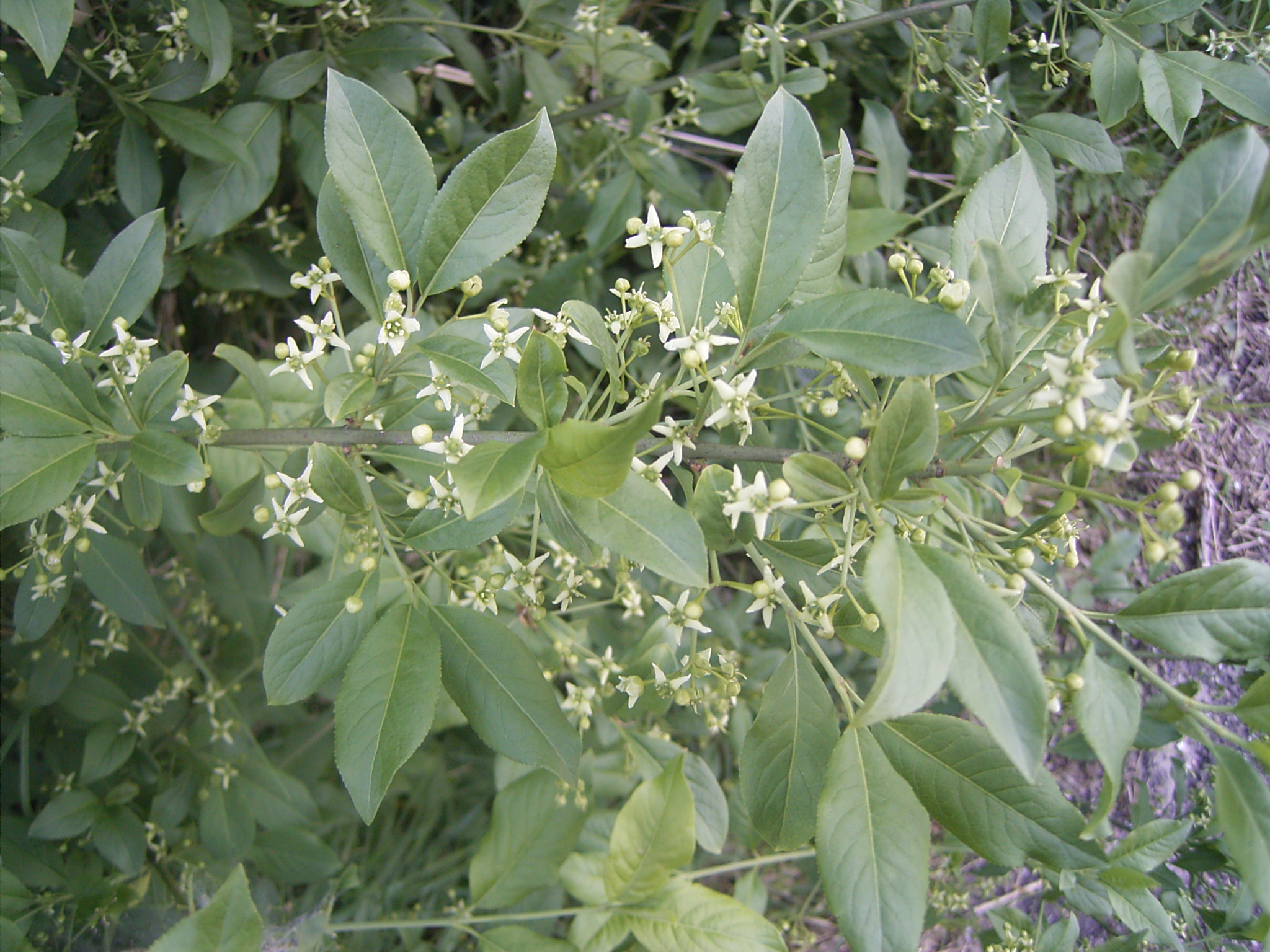
Квітуча гілка
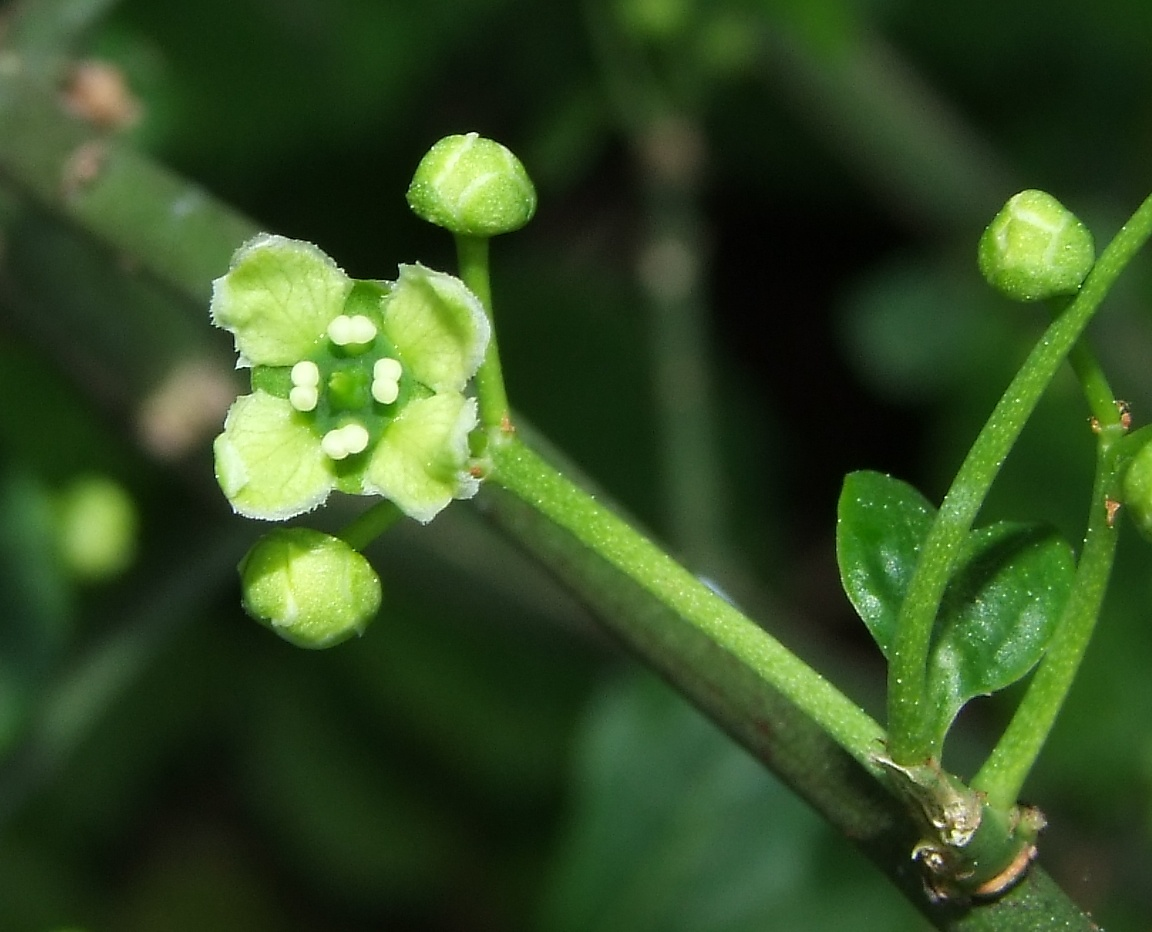
Квітка великим планом
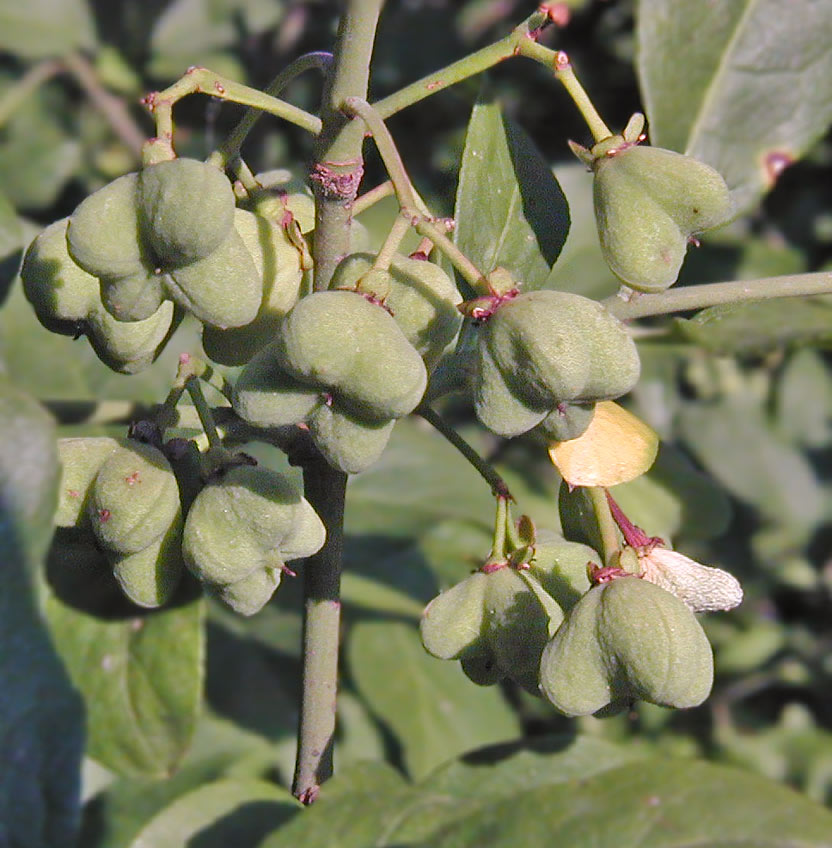
Недостиглі плоди

## Хімічний склад

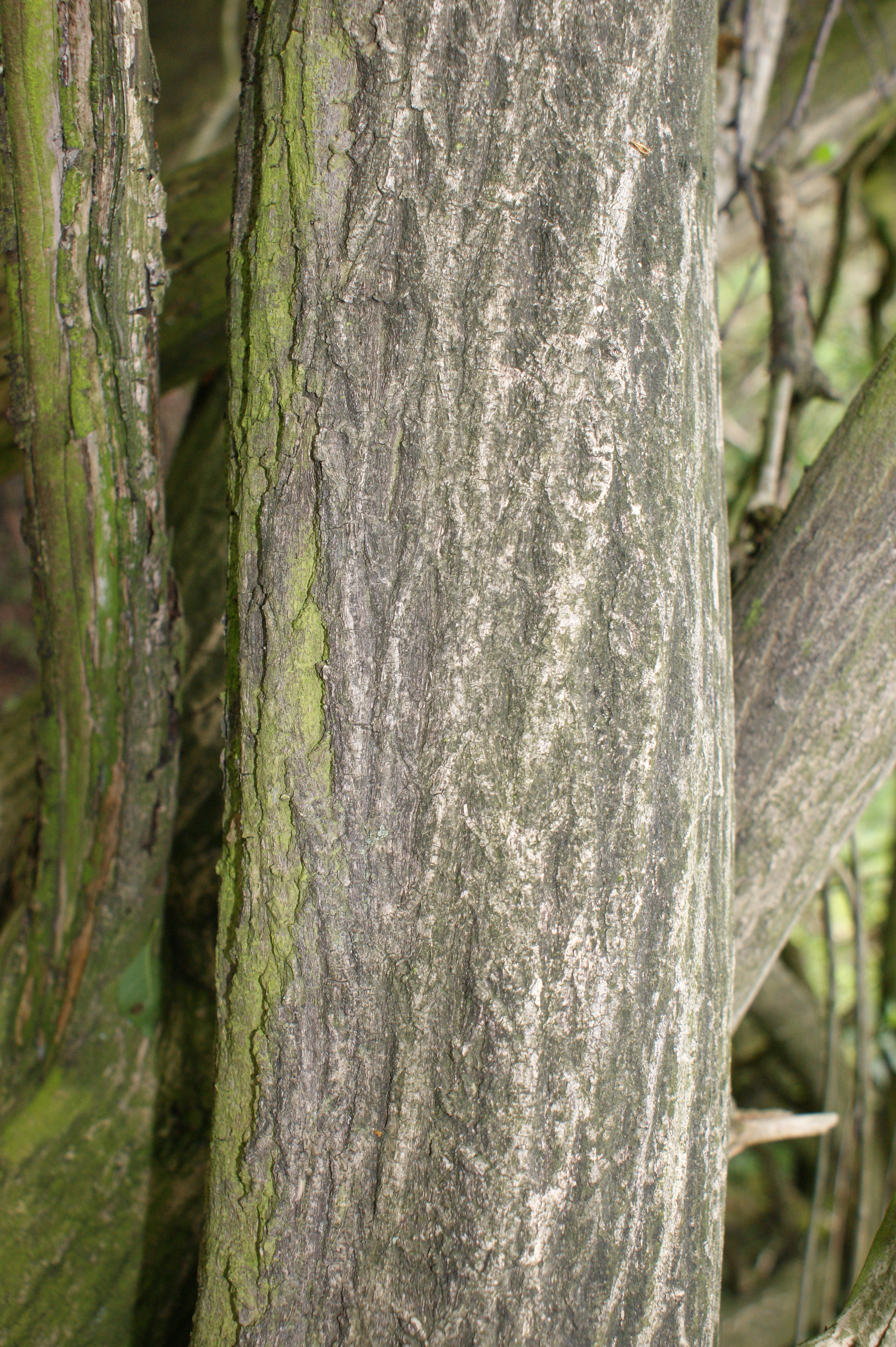
Кора старого дерева

Усі частини рослини отруйні. Кора містить гіркоту, дубильні речовини, листя — тритерпеноїди, фітостероїди, флавоноїди. В насінні знайдені олія (50-70 %), алкалоїди еволін, теобромін, кофеїн, серцеві глікозиди з групи карденолідів (в тому числі специфічний евонімін), полісахариди, сексвітерпеноїди, вищі жирні кислоти. Крім того, усі частини рослини містять гутаперчу, але особливо багате на неї коріння і кора, де концентрація цієї речовини сягає 6-17 %. Бруслинову гутаперчу можна побачити у вигляді липких ниток, якщо обережно розламати корінець чи розтягти кору.

## Екологія та поширення

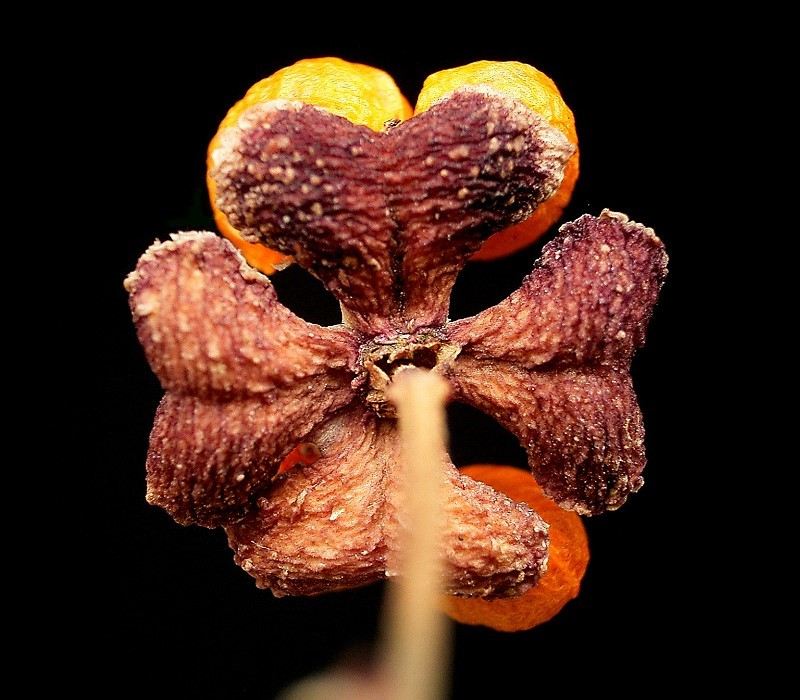
Стулки розкритого плоду (вигляд зверху)

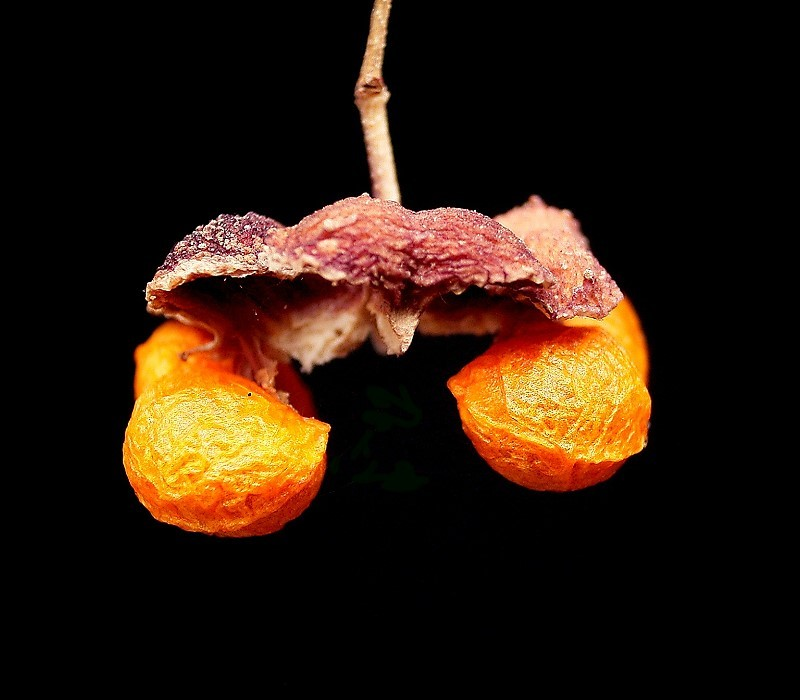
Розкритий плід з виступаючим насінням

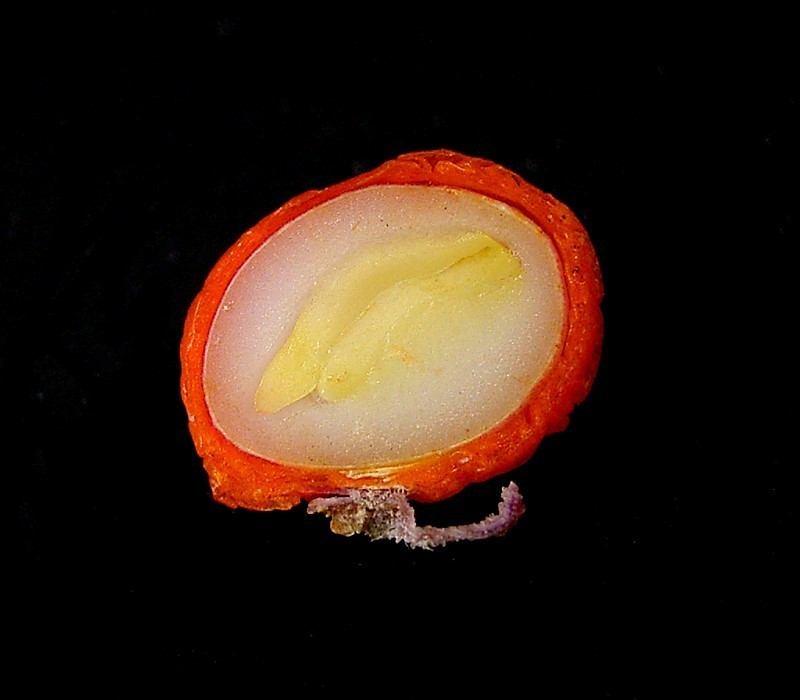
Розрізане насіння із зародоком

Рослина морозо- та вітростійка, помірно тіньовитривала і посухостійка, віддає перевагу поживним ґрунтам, багатим на кальцій. Найчастіше трапляється у підліску широколистяних лісів, зокрема дубових. Також може росте на узліссях, у вільшняках, сосняках, чагарниках, на схилах ярів, рідше — у заболочених місцинах. У горах підіймається до висоти 1800 м над рівнем моря. Є типовим компонентом рослинних угруповань класу Querco-Fagetaea та Rhamno-Prunetea.
Цвітіння відбувається у квітні-червні і триває в середньому 20 діб. Квіти запилюються переважно мухами та мурахами. Плодоносить рясно, у серпні-жовтні. Насіння поширюється птахами. Життєздатність насіння становить 95 %. Окрім насіннєвого можливе і вегетативне розмноження живцюванням.
Ареал бруслини європейської охоплює всю Європу, включно з прилеглими атлантичними та середземноморськими островами (Ірландією, Великою Британією, Корсикою, Сардинією, Сицилією тощо). На півночі вона поширюється аж до південної частини Швеції, на сході — до Кавказьких гір та Малої Азії. В Україні найчастіше трапляється у лісовій та лісостеповій зонах, рідше — у степових районах та Криму. В усіх країнах популяції цього виду численні і не потребують охорони.

## Застосування
Ще у XX сторіччі кору і корені бруслини європейської використовували для промислового виробництва гутаперчі. Для цього застосовували механічний та екстракційний способи. При першому способі кору залишали у буртах для бродіння, після чого подрібнювали і обробляли лужним розчином, при другому способі екстрагували киплячим дихлоретаном. Наразі рослинна сировина поступилася місцем штучній гутаперчі.
Деревина бруслини європейської легка, але міцна і добре полірується, тому її використовують у різьбленні. В минулому з цього матеріалу виготовляли веретена, спиці, клавіші. З бруслинової деревини можна отримати деревне вугілля, яке, на відміну від вугілля з інших дерев, дуже крихке і застосовується у малюванні. У Франції з нього також виготовляли порох.
Пігменти помаранчевих оболонок насіння придатні для фарбування сап'яну, а якщо відварити цілі плоди з солями заліза, то можна отримати коричневу фарбу. Відповідно, з листя можна отримати зелений пігмент. Технічне застосування знаходить і невисихаюча олія з насіння.
Оскільки бруслина європейська містить отруйні речовини, вживання її насіння може призвести до порушення діяльності нирок, серця, травного тракту. Отруєння супроводжується нудотою, блюванням, проносом, болем у животі, набряком печінки, запамороченням, судомами. Триацетин, що міститься у плодах, підвищує артеріальний тиск. В тяжких випадках можливий розвиток ентериту з геморагічним синдромом, параліч і смерть. Як правило, отруюються маленькі діти, які спокушаються привабливим виглядом яскравого насіння. Для дорослих смертельна доза становить 35 плодів. Симптоми отруєння розвиваються протягом 18 годин після вживання насіння у їжу. В цих випадках дієві найпростіші засоби допомоги: промивання шлунка, вживання активованого вугілля і обволікаючих засобів. Для попередження судом лікар може призначити барбітурати.
Офіційною медициною ця рослина не використовується. Натомість, у народній медицині отруйну дію бруслини європейської інколи застосовували навмисне як блювотний, проносний і глистогінний засіб, для лікування малярії тощо. Але в XXI сторіччі з появою більш безпечних ліків таке використання вийшло з ужитку. Також в давнину настоянкою плодів на оцті лікували шкірні захворювання у свійських тварин, а у людей свіжим листям гоїли грибкові ураження шкіри, порошком товчених плодів — коросту, відваром листя виводили вошей.
У лісовому господарстві та садівництві бруслину європейську використовують для закріплення схилів, прикрашення парків, створення живоплотів. Хоча цвітіння цього виду проходить майже непомітно, проте яскраве листя, а восени ще й плоди, значно прикрашають сад. Рослини цього виду добре формуються, витривалі до забруднення повітря газами. Відомо близько 20 культурних форм, які менш морозостійкі порівняно з дикими особинами. З них найбільш відомі пурпурова, плакуча, проміжна, сріблясто-плямиста, аукуболиста (з жовтими плямами на листі) та карликова форми. Останній різновид не треба плутати з бруслиною карликовою — самостійним дикорослим видом.

## Синоніми
| - Euonymus angustifolius Gilib. - Euonymus bulgarica Velen. - Euonymus bulgaricus Velen. - Euonymus czernjaevii Klokov - Euonymus europaeus f. angustifolius Gančev - Euonymus europaeus var. australis Kom. - Euonymus europaeus f. bulgaricus (Velen.) Gančev - Euonymus europaeus var. fibrilliferus (Fisch. & C.A.Mey.) Medw. ex N.Busch - Euonymus europaeus var. involutus Lindem - Euonymus europaeus f. microphyllus (Beck) Gančev - Euonymus europaeus subsp. ponticus Savul. & Rayss - Euonymus europaeus var. pumilus Loudon - Euonymus europaeus var. suberoso-alatus Lindem. | - Euonymus europaeus subsp. subvelutinus (Savul. & Rayss) Grosset - Euonymus floribundus Steven - Euonymus latifolius S.G.Gmel. - Euonymus medirossica Klokov - Euonymus medirossicus Klokov - Euonymus medius Kit. - Euonymus moldavica Klokov - Euonymus moldavicus Klokov - Euonymus odessanus Klokov - Euonymus pubescens Steven - Euonymus quadrigonus Gueldenst. ex Ledeb. - Euonymus vulgaris Mill. |